# Hanako-san
Hanako-san (トイレの花子さん, Toire no Hanakosan, « Hanako des toilettes ») est une légende urbaine japonaise désignant l'esprit d'une jeune fille qui hanterait les toilettes des écoles. Elle hanterait la troisième cabine des toilettes des filles et apparaîtrait lorsque l'on dit trois fois son prénom.
Selon la légende, ceux qui relèveraient le « défi de Hanako-san » pourraient l'invoquer. Pour ce faire, il suffirait de toquer trois fois à la troisième porte du troisième étage des toilettes des filles, mais si elle vous répond il ne faudra alors pas rentrer ; sinon elle vous emmènera avec elle.
Elle serait vraisemblablement un esprit vengeur. Il y a des théories qui disent qu'elle se serait donné la mort ou bien qu'elle serait morte lors de la Seconde Guerre mondiale.

## Ses origines
Il existe plusieurs légendes urbaines sur l'origine de Hanako-san. Elle pourrait être une élève morte durant la Seconde Guerre mondiale, tuée par un obus, dans cette fameuse cabine alors qu'elle jouait à cache-cache avec ses camarades de classe. Une deuxième légende relate qu'elle aurait été assassinée par un agresseur extrêmement pervers (élève, ou professeur) dans ces toilettes. Enfin, une dernière explication serait qu'elle se serait suicidée, toujours dans ces toilettes.

## Légende
D'après la légende, si quelqu'un frappe trois fois à la troisième porte des toilettes des filles du troisième étage, puis dit : « Es-tu là, Hanako-san ? » (« Hanako-san irasshaimasu ka »), alors Hanako répondra : « Je suis là. » (« Hai »). Si cette personne décide d'entrer dans les toilettes, elle verra une jeune fille portant une robe rouge.
Hanako-san est une légende urbaine populaire, souvent utilisée en tant que test de courage par les enfants, ou comme bizutage dans les écoles ; de manière similaire à la légende urbaine Bloody Mary dans le monde anglo-saxon.

## Variantes
La légende de Hanako-san change légèrement en fonction de l'école et/ou de la région. Son apparence peut aussi différer, mais elle est généralement représentée comme une jeune fille aux cheveux courts avec une robe rouge.
Préfecture de Yamagata : après la réponse de Hanako-san et si la personne décide d'entrer, cette dernière sera dévorée par un lézard à trois têtes.
Préfecture d'Iwate : après avoir appelé Hanako-san, de grandes mains blanches sortent de la porte.
Préfecture de Kanagawa : après l'avoir appelée, une main ensanglantée apparaît.
Hanako était un prénom souvent utilisé au Japon dans les années 1950, date d'apparition supposée de la légende.

## Dans la fiction

### Manga
- Hanako-san est un personnage principal du manga Hanako et autres légendes urbaines.
- Dans Jeux d'enfants 2, les élèves jouent à un jeu intitulé Toire no Hanako-san.
- Hanako-san est mentionnée dans Iris Zero.
- Hanako-san (appelé Hanako-kun) est un personnage principal du manga Jibaku Shōnen Hanako-kun titre anglais : Toilet-Bound Hanako-kun (shonen)
- Hanako-san est mentionnée dans le tome 4 de Docteur Yokai.
- Hanako-San est mentionnée dans le chapitre 20 de Jujutsu Kaisen

### Films
- Toire no Hanako-san (en) (1995)
- Shinsei toire no Hanako-san (1998)
- Toire no Hanako-san: Shin Gekijōban (2013)
- Le personnage de Mimie Geignarde dans la saga Harry Potter s'inspire très nettement de la légende de Hanako-san

### Animés
- Toilet-Bound Hanako-kun
- Ghost Stories (en)
- Haunted Junction (en)
- Jigoku Sensei Nūbē
- Re-Kan! (en)
- Kimi to Boku (en)
- Da Capo
- Mahoromatic
- Seitokai yakuindomo
- Zorori le magnifique
- YuruYuri
- Toshi Densetsu Series (hentai)
- Alignment You! You! The Animation (hentai)
- The Detective is Already Dead (où Hanako est seulement mentionnée)

### Visual Novels
- Higanbana no Saku Yoru ni
- Hanako est le prénom que porte un personnage principal dans Katawa Shoujo. Une autre personne se réfère à elle comme la « mystérieuse fille des toilettes ».

### Jeux vidéos
- Yo-kai Watch
- Dans Touhou Project 12.5 : Double Spoiler, Nue Houjuu possède une Spell Card nommée « Hanako-san in the Toilet » (Kawaya no Hanako-san).
  - Dans Touhou Project 14.5 : Urban Legend in Limbo, le Last Word de Marisa Kirisame se nomme « Lovely! Ms. Hanako of the Toilet! » (Suteki! Kawaya no Hanako-san!).
- Misao (2011-2017)
- Underworld Capital Incident (2015)

- Dans Yandere Simulator, il y a une référence à Hanako-san où une jeune fille est dans les toilettes des filles du troisième étage, à la différence qu'elle apparaît uniquement quand le joueur/la joueuse prend une photo du mur dans le jeu.
- Dans Ghostwire: Tokyo, vous pouvez trouver son couteau dans les toilettes. De plus, sa mise à jour gratuite "Le fil de l'Araignée" ajoute au mode campagne une série de missions secondaires autour d'Hanako-san. Cette dernière hantant une école après que le club d'enquête paranormal l'ait invoquée par erreur.